# Sommen
Sommen – miejscowość (tätort) w Szwecji, w regionie administracyjnym (län) Jönköping, w gminie Tranås.
Według danych Szwedzkiego Urzędu Statystycznego liczba ludności wyniosła: 789 (31 grudnia 2015), 790 (31 grudnia 2018) i 774 (31 grudnia 2019).